# Marco Sedacio Severiano
Marco Sedacio Severiano Julio Acer Metilio Nepote Rufino Tiberio Rutiliano Censor (en latín: Marcus Sedatius Severianus Iulius Acer Metillius Nepos Rufinus Tiberius Rutilianus Censor; c.105-161) fue un senador y general del Imperio romano de origen galo, que vivió en el siglo II, nació alrededor del año 105 y murió en el año 161, y desarrolló su cursus honorum bajo los reinados de Adriano, Antonino Pío, y Marco Aurelio. Fue cónsul sufecto en el año 153 junto con Publio Septimio Apro.

## Orígenes y familia
Una inscripción encontrada en Poitiers que menciona a Severiano, establece que este es su lugar de nacimiento. La ciudad era conocida en la época romana como Lemonum. Sus orígenes galos también son brévemente mencionados por Luciano de Samosata. Otra inscripción menciona que Severiano estaba adscrito a la tribu Quirina, lo que indica que sus antepasados habían obtenido la ciudadanía romana bajo Julio-Claudios o los Flavios.
El poder de la rica familia de Severiano, los Sedatii, provenía del comercio a través del río Loira y tenían intereses en Ostia, el puerto de Roma. El ascenso social y político de los Sedatii ilustra el declive de la aristocrática familia Julia, que había sido la dirigente en la Galia romana desde la época de la dinastía Julio-Claudia, la primera dinastía de emperadores romanos.
Severiano se casó con una mujer llamada Julia Rufina, y con ella tuvo un hijo llamado Marco Sedacio Severo Julio Régino Galo. Todo lo que se conoce de la carrera de su hijo es que fue el patrón de la ciudad de Ostia. El nombre Julio Régino probablemente fue tomado de su madre, la esposa de Severiano.

## Carrera política
Sedacio era un gobernador de origen provincial, probablemente un homo novus, conocemos buena parte de su carrera gracias a una inscripción procedente de Dacia, que se desarrolla de la siguiente forma:

M(arco) Sedatio C(ai) f(ilio)

Quir(ina) Severiano

Iul(io) Acri Metil(io) Nepoti

Rufino Ti(berio) Rutiliano 4

Censori tr(ibuno) pl(ebis) quaes(tori)
 
prov(inciae) Sicil(iae) praet(ori) leg(ato) Aug(usti)

leg(ionis) V Maced(onicae) curat(ori) viae

Flamin(iae) leg(ato) Aug(usti) pr(o) pr(aetore) 8

provinc(iae) Dac(iae) co(n)s(uli)

col(onia) Ulp(ia) Trai(ana) Aug(usta) Dac(ica) Sarm(izegetusa)

patrono

Gracias a ella sabemos que empezó su carrera como cuestor en Sicilia, para ser designado a continuación Tribuno de la Plebe y Pretor. Poco después fue enviado como legado a la legio V Macedonica en su base de Potaissa (Turda, Rumanía) en la provincia Dacia. De vuelta a Roma, fue encargado del cuidado de la via Flaminia, para ser enviado de vuelta a Dacia Superior, ya como gobernador de la provincia. Su carrera culminó como consul suffectus entre junio y septiembre del año 153, bajo Antonino Pío. 
Se le reconoce la capacidad de ponderar sus cualidades y saber cuándo necesitaba apoyos. Su carrera no tuvo el brillo y la velocidad de un cursus honorum patricio o de un senador muy prestigioso. Se diferenció de muchas personas por sus estrechos vínculos con el oráculo de Glicón. Sin embargo, como muchos de sus contemporáneos, sufrió también las dificultades del Imperio durante el reinado de Marco Aurelio. Si bien estuvo a cargo de la provincia de Capadocia desde finales del año 158, bajo Antonio Pío, debió librar la guerra con el rey de los Partos Vologases IV con el fin de defender el Reino de Armenia. En el año 161, Severiano encontró la muerte al frente de sus tropas en la desastrosa batalla de Elegeia.